# Benvenuto Rambaldi da Imola

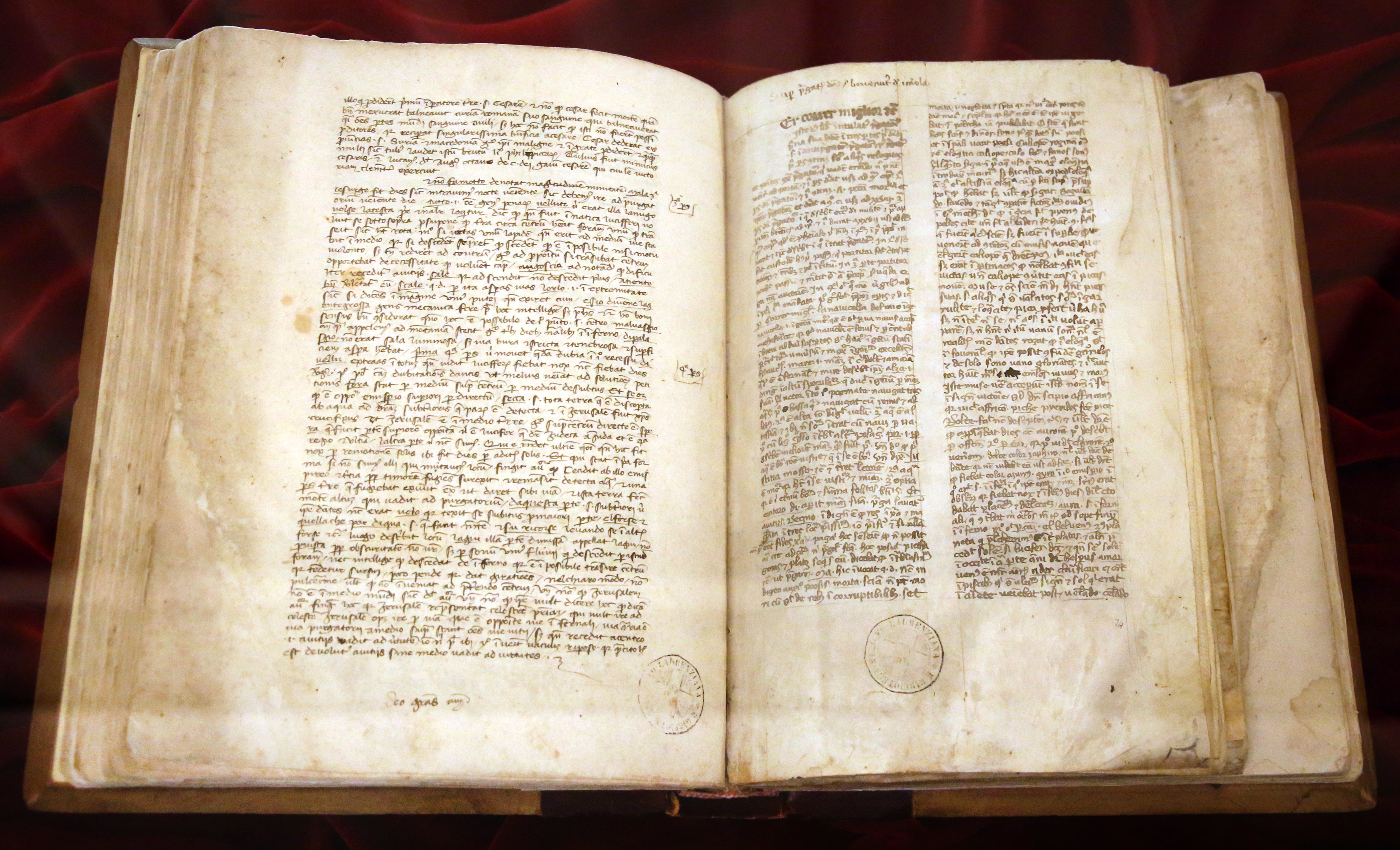
Comentum super Dantis Aldigherii Comoediam, 1381 (BML, Ashburnham 839)

Benvenuto Rambaldi da Imola, o simplemente Benvenuto da Imola (Ímola, ¿1320? - 1388), fue un lector (profesor) italiano de la Universidad de Bolonia conocido sobre todo por su comentario sobre la Divina Comedia de Dante Alighieri, titulado Comentum super Dantis Alighieris Comoediam. Conoció a Giovanni Boccaccio y siguió sus lecturas de Dante en Florencia. 
Charles Eliot Norton consideró que el comentario de Benvenuto tenía «un valor que sobrepasaba el de los demás comentaristas del siglo XIV».

## Obra
- Romuleon, un compendio de historia de Roma.
- Un comentario de las Bucólicas y las Geórgicas de Virgilio.
- Comentum super Dantis Alighieris Comoediam, su comentario de Dante.